# Davy Klaassen
Davy Klaassen (født 21. februar 1993) er en hollandsk fodboldspiller, der spiller som midtbanespiller for det hollandske lanshold. Han har tidligere spillet for Ajax, Everton Werder Bremen, og Inter. 